# Rudolf Růžička (Orientalist)
Rudolf Růžička (* 6. November 1878 in Prag; † 23. August 1957 ebenda) war ein tschechischer Semitist und Arabist. Er lehrte an der Universität Prag.